# Claude Auclair
Claude Auclair (* 1. Mai 1943 in La Barre-de-Monts, Vendée; † 20. Januar 1990 in Nantes) war ein französischer Comiczeichner.

## Leben
Als Neunzehnjähriger kam Auclair nach Paris und wurde Illustrator für die Zeitschriften Fiction und Galaxie. Erste kurze Comics veröffentlichte er im Fachmagazin Phénix und in Underground Comics. Ab 1970 zeichnete er Science-Fiction-Kurzgeschichten für Pilote. Für das Magazin Tintin schuf er La Saga du Grizzly (dt.: Die Grisly-Saga) und Les Naufragés d'Arroyoka  (dt.: Die Schiffbrüchigen von Arroyoka) und ab 1973 den Comic-Roman Simon Du Fleuve (dt.: Simon – Zeuge der Zukunft), welcher in Deutschland in allen neun Bänden erschienen ist. Auclair schildert in dieser Serie eine post-apokalyptische Welt nach einem Atomkrieg. Für (à suivre) schuf er den 158-seitigen Comic-Roman Bran Ruz zusammen mit dem Texter Alain Deschamps. Es folgten Le Sang du flamboyeant mit Texter François Migeat, Tuan Mc Cairill mit Jacques Acar und Alain Deschamps im Jahre 1985 und Celui-là (dt.: Nomaden) mit Texter Alain Riondet.

## Alben
- Die Grisly-Saga (Carlsen Verlag, 1980)
- Simon – Zeuge der Zukunft (9 Alben, Carlsen Verlag, 1983–1989)
- Bran Ruz (3 Alben, Comicothek, 1989–1994)
- Nomaden (2 Alben, Comicothek 1992–1993)
- Die Schiffbrüchigen von Arroyoka (Comicothek, 1993)